# Yuri Savichev
Yuri Nikolayevich Savichev - em russo, Юрий Николаевич Савичев (Moscou, 13 de fevereiro de 1965) é um ex-futebolista russo que atuava como atacante. Foi campeão olímpico nos Jogos de Seul, em 1988.

## Carreira
Em clubes, Savichev destacou-se no Torpedo Moscou, onde jogou entre 1984 e 1990, atuando em 135 partidas e marcando 47 gols. Antes, defendeu o FShM, também da capital russa.
Após deixar o Torpedo, jogou no Olympiacos (Grécia), no Saarbrücken e no St. Pauli (ambos da Alemanha), onde encerrou a carreira em 2000.
Pela Seleção Soviética, foi campeão olímpico em 1988, derrotando o Brasil na decisão, tendo marcado, no tempo extra, o gol que deu a medalha de ouro ao seu país.
Jogou ainda 8 partidas pela seleção principal até 1990, mas não foi convocado por Valeriy Lobanovskiy para disputar a Copa da Itália.